# Ellen Trotzig
Ellen Christine Amalia Trotzig, född 5 mars 1878 i Malmö, död den 6 november 1949 i Simrishamn, var en svensk målare.
Hon var dotter till postmästaren Johan Wilhelm Trotzig och Cecilia Christina Werngren. Trotzig studerade vid Tegne- og Kunstindustriskolen for Kvinder i Köpenhamn 1896–1898 och var därefter anställd som kartritare vid stadsingenjörkontoret i Malmö. Hon återupptog sina konststudier 1903 och studerade under två års tid för Carl Wilhelmson vid Valands målarskola i Göteborg innan hon reste till Paris där hon fram till 1907 studerade vid Académie Colarossi. 
Efter sina studier bosatte hon sig i Simrishamn där hon var verksam fram till sin död. Hon blev medlem i Skånska konstnärslaget 1905 och medverkade i lagets utställningar fram till 1913 då hon begär utträde. Tillsammans med några likasinnade konstnärer bildade hon då Konstnärsgruppen 1913. Separat ställde hon bland annat ut på Malmö rådhus 1928, Malmö museum 1942 och i Ystad. Hon medverkade i  Skånska konstnärslagets utställningar 1905–1912, Konstnärsgruppen 1913:s utställningar i Landskrona och Malmö samt Skånes konstförenings utställningar i Malmö 1914–1948. Hon var representerad med stora landskapsmålningar vid Baltiska utställningen och den svenska konstutställningen på Charlottenborg i Köpenhamn 1916 samt flera utställningar på Liljevalchs konsthall och flera utställningar med provinsiell konst i Skåne. På Malmö museum och i Simrishamn visades en minnesutställning med hennes konst 1950 och ytterligare en minnesutställning visades på Malmö museum 1963. 
Hon var nära vän till Tora Vega Holmström som hon lärde känna under Valandstiden. Som människa var hon en särpräglad personlighet och det återspeglas i hennes konst som är starkt individualistisk och som med åren fick en alltmera stilistisk egenart. Hennes landskapsmåleri var ofta monumentalt och mollstämt, med tunga molnmattor som solen plötsligt bryter igenom. Trotzig skildrade ofta Österlens skimrande ljus och inbjudande kullar som lockade henne. Hon målade även genreartade figurkompositioner och en lång rad porträtt där porträttet av Olga Thorné från 1914 intar en särställning. 
Vid sin död testamenterade hon större delen av sin kvarlåtenskap till en stipendiefond för behövande äldre och utövande yngre skånska konstnärer. Stipendiaterna utses av Malmö museum och har utdelats årligen sedan 1952. 
Trotzig är representerad vid bland annat Göteborgs museum, Göteborgs konstmuseum, Malmö museum, Nationalmuseum, Lunds universitets konstmuseum, Helsingborgs museum, Ystads konstmuseum, Kristianstads museum, Simrishamns museum och Tomelilla museum. Hon är begravd på Simrishamns gamla kyrkogård. 
Birgit Rausing gav 2003 ut en biografi över Ellen Trotzig.